# Is There Anybody Out There? The Wall Live 1980-81
Is There Anybody Out There? är ett dubbelalbum av Pink Floyd, släppt år 2000 på EMI. Det är inspelat live på Earls Court åren 1980-1981, och gavs ut i samband med 20-årsfirandet av The Wall.
Albumet innehåller The Wall i sin helhet plus låtarna "What Shall We Do Now?" och "The Last Few Bricks". "The Last Few Bricks" är ett instrumentalt mellanspel, så att scenarbetarna skulle hinna med att bygga färdigt muren mellan "Another Brick In The Wall (Part 3)" och "Goodbye cruel world" som avslutar akt 1. Det släpptes i Sverige den 30 mars 2000.

## Låtlista
Första skivan
1. "Master of Ceremonies" - 1:13
2. "In the Flesh?" - 3:00
3. "The Thin Ice" - 2:49
4. "Another Brick in the Wall (Part I)" - 4:12
5. "The Happiest Days of Our Lives" - 1:39
6. "Another Brick in the Wall (Part II)" - 6:18
7. "Mother" - 7:54
8. "Goodbye Blue Sky" - 3:14
9. "Empty Spaces" - 2:14
10. "What Shall We Do Now" - 1:40
11. "Young Lust" - 5:16
12. "One of My Turns" - 3:41
13. "Don't Leave Me Now" - 4:07
14. "Another Brick in the Wall (Part III)" - 1:15
15. "The Last Few Bricks" - 3:25
16. "Goodbye Cruel World" - 1:41

Andra skivan
1. "Hey You" - 4:54
2. "Is There Anybody Out There?" - 3:09
3. "Nobody Home" - 3:15
4. "Vera" - 1:27
5. "Bring the Boys Back Home" - 1:20
6. "Comfortably Numb" - 7:25
7. "The Show Must Go On" - 2:34
8. "MC:Atmos" - 0:37
9. "In the Flesh" - 4:22
10. "Run Like Hell" - 7:05
11. "Waiting for the Worms" - 4:13
12. "Stop" - 0:32
13. "The Trial" - 6:01
14. "Outside the Wall" - 4:28

Total speltid 1:45:00